# Penrith (Cumbria)
Penrith ist eine Stadt in der englischen Grafschaft Cumbria. Sie liegt nördlich des Eamont im Tal Eden und weniger als fünf Kilometer außerhalb der Grenze des Lake District National Parks. Die Stadt wird von den Flüssen Lowther und Petteril umflossen. Petteril und Eamont sind teilweise durch einen künstlichen Wasserlauf namens Thacka Beck verbunden, der die Stadtmitte durchfließt und die Stadt mehrere Jahrhunderte lang mit Wasser versorgte.
Penrith liegt in der 2023 gebildeten Unitary Authority Westmorland and Furness. Von 1974 bis 2023 war der Ort Verwaltungssitz des Distrikts Eden, davor sowohl des städtischen Penrith Urban Districts als auch des ländlichen Penrith Rural Districts. Penrith hat selbst keinen Stadtrat und ist nach Berwick-upon-Tweed das zweitkleinste Gebiet, das keine kommunale Gemeinde bildet.

## Bedeutung des Namens Penrith
Der Name Penrith stammt aus dem Cumbrischen, einer in Cumbria bis in das 11. Jahrhundert gesprochenen keltischen Sprache. Über die Bedeutung des Namens gibt es unterschiedliche Hypothesen. In einer wird der Name von chief ford, zu Deutsch „Häuptlingsfurt“, abgeleitet, in einer anderen von red hill, zu Deutsch „roter Berg“.

## Architektur und Geologie

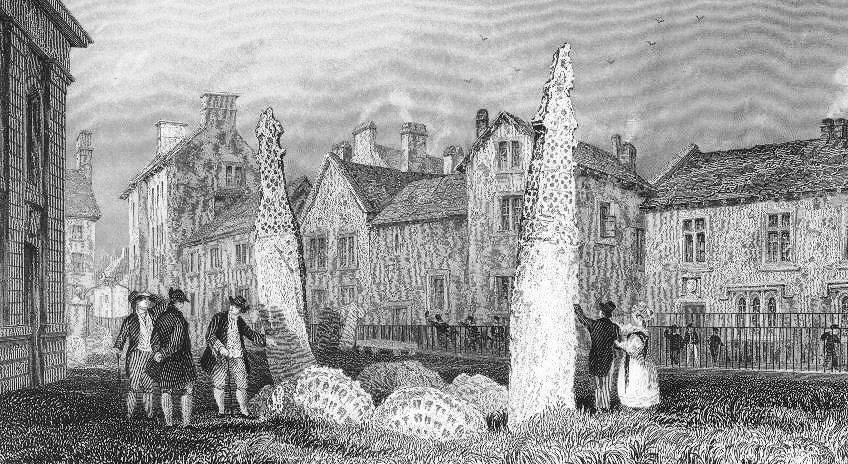
Das Riesengrab 1835

Die Hauptkirche ist St. Andrew. Der Kirchturm stammte aus dem 13. Jahrhundert, während das heutige Kirchenschiff von 1720 bis 1722 in georgianischem Stil vollständig neu errichtet wurde. Auf dem Kirchhof stehen einige mittelalterliche Kreuze und Hogback-Grabsteine, die auch als „Riesengrab“ und „Riesendaumen“ bekannt und Überreste eines um 920 datierten Wikingerkreuzes sind.
Die Ruinen des Penrith Castle (1300–1500) sind eine Touristenattraktion und englisches Weltkulturerbe. Südöstlich der Stadt befinden sich die weitgehend erhaltenen Ruinen des Brougham Castle, das ebenfalls zum englischen Weltkulturerbe gehört.
Im Süden der Stadt sind vorzeitliche Ringanlagen als Henge von Mayburgh und König Arthurs Tafelrunde bekannt. Beide stehen ebenfalls unter dem Schutz des Weltkulturerbes.

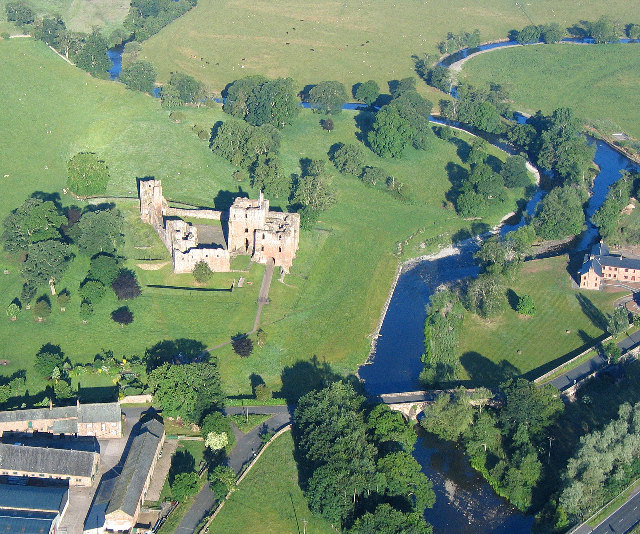
Der Fluss Eamont schlängelt sich beim Brougham Castle vorbei

In der Stadtmitte ist der Uhrenturm, der 1861 in Erinnerung an Philip Musgrave of Edenhall aufgestellt wurde.
Penrith ist wegen seiner zahlreichen Brunnen innerhalb und außerhalb der Stadt und wegen der Feierlichkeiten an bestimmten Tagen im Mai bekannt. Fünf Kilometer südöstlich der Stadt befinden sich beim Fluss Eamont die „Riesenhöhlen“, die dem heiligen St. Ninian geweiht sind. Die Höhlen sind aus dem Sandstein der Unteren Permzeit, versetzt mit Sedimentgestein und lilafarbenen Schiefer.
Im Norden der Stadt befindet sich auf dem „Beacon Hill“ ein hölzerner Signalturm, der „Beacon Pike“. Er wurde vermutlich zuletzt 1804 im Krieg gegen Napoleon verwendet. Ursprünglich wurde der Signalturm dazu benutzt, um vor nahender Gefahr aus Schottland zu warnen. „Beacon Hill“ ist von kommerziell genutztem Wald und von naturbelassenen Waldgebieten umgeben, die bei Einheimischen und Touristen beliebt sind. An einem klaren Tag sind weite Teile des Eden-Flusstales, umliegender Heidegebiete, die Pennines und Teile der nördlichen Seen sichtbar. Möglicherweise wurde vom „Beacon Hill“ der keltische Name von Penrith als „roter Berg“ abgeleitet.

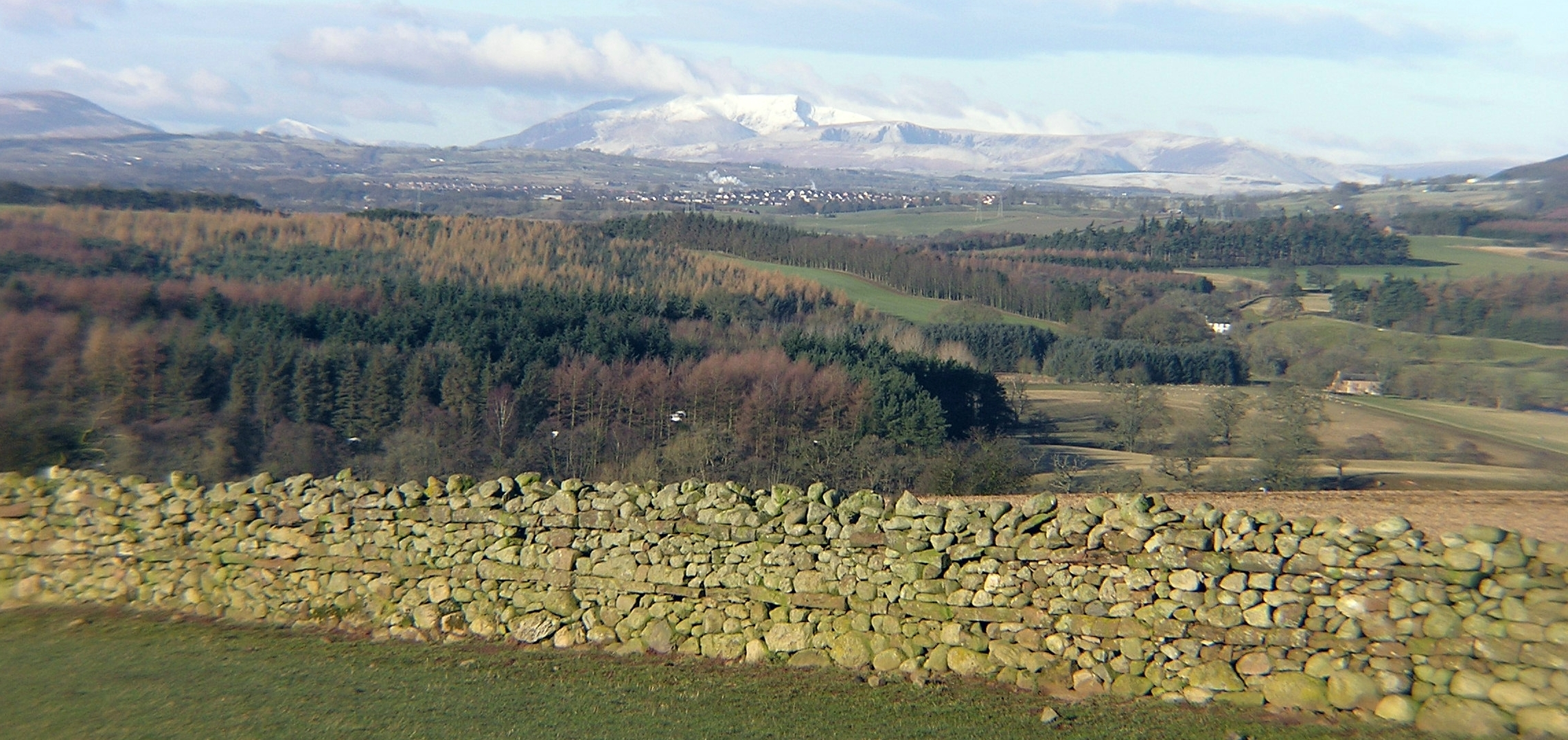
Blencathra und Caldbeck Fells, der Westen von Penrith, von der Straße B6412 bei Culgaith aus gesehen

## Transport und Anreise
Die Stadt liegt an der M6 und am Knotenpunkt, der A66, A6 und A686. Penrith hat ein Bahnhofgebäude, das aus dem Jahre 1846 stammt. Der Bahnhof ist eine Haltestelle der West Coast Main Line, die Edinburgh und Glasgow mit Manchester, Liverpool und London verbindet.

## Persönlichkeiten der Stadt
Penrith war der Heimatort der Mutter von William Wordsworth. Der Dichter verbrachte einen Teil seiner Kindheit in der Stadt und besuchte mit seiner späteren Frau Mary Hutchinson die örtliche Schule.
Der Sozialreformer und Parlamentsmitglied Samuel Plimsoll verbrachte einen Teil seiner Kindheit in der Stadt und lebte in Page Hall in der Foster Street. Die Häuserzeile in Rownhead mit dem Namen Plimsoll Close ist nach ihm benannt worden.
Die Dichterin Mary Wilson und Ehefrau des britischen Premierminister Harold Wilson lebte in Penrith die meiste Zeit, als ihr Vater Pfarrer der United Reformed Church in der Duke Street war.
Der neuartige Film „Withnail und ich“ zeigt Penrith nur kurz, filmte aber in und um Shap. Die berühmte „Penrith Teeraum“-Szene wurde in Stony Stratford in Milton Keynes gedreht.
Der britische Schauspieler Charlie Hunnam besuchte die Queen Elizabeth Grammar School in Penrith und lebte zu Zeiten seines Teenagerjahre in der Region. Er war in der Stadt nicht angesehen und hatte selbst zu den Menschen vor Ort ein gespanntes Verhältnis. Es ist nicht bekannt, ob seine Unpopularität Anlass seiner kritischen Distanz war oder seine kritische Distanz der Ausschlag für seine Unpolarität gab.
Der schottische Ingenieur und Straßenbauer John Loudon McAdam, der die Chausseestraßen, im Englischen macadamized roads, erfand, lebte eine Zeit lang im Cockell House in Townhead. Unweit des Cockell House sind heute die Straßen Macadam Way und Macadam Gardens
Der Cricketspieler Paul Nixon wurde in Carlisle geboren, wuchs aber in der Gegend von Penrith auf.

## Sehenswürdigkeiten in und um Penrith
Die Burgruine vom Penrith Castle ist kostenfrei zugänglich und nahe beim Stadtzentrum. Der Bau der Burg wurde Ende des 14. Jahrhunderts von Ralph Neville zur Verteidigung gegen Angriffe schottischer Armeen in Auftrag gegeben.
Die Ruinen und Gärten des Lowther Castle befinden sich 15 Autominuten von Penrith entfernt. Sein Bau wurde 1806 von William, den 1. Earl of Lonsdale in Auftrag gegeben.
Der Steinkreis The Cockpit im Divock Moor bei Penrith.
Penriths Nähe zum Lake District macht es zu einem optimalen Ausgangspunkt den Nationalpark und seine zahlreichen Seen und Wandermöglichkeiten zu erkunden. Südwestlich von Penrith liegt Ullswater, der zweitgrößte See des Lake Districts. Hier bieten sich zahlreiche Ausflugsmöglichkeiten, wie der Aira Force Wasserfall.
Westlich liegt Keswick am nahe gelegenen Derwent Water. Keswick ist stärker auf den Tourismus eingestellt als Penrith.

## Penrith Urban District Council
In der Zeit von 1894 und 1974 Penrith Urban District Council die Behörde der Stadt und wurde dann durch den Eden District Council ersetzt. Der Zuständigkeitsbereich entsprach der kommunalen Gemeinde von Penrith, obwohl der Rat abgeschafft wurde und Penrith ein gemeindeloses Gebiet wurde. Der Bezirk enthält neben der Stadt auch die Dörfchen von Carleton Bowscar, Plumpton Head und Teile der Ortschaft Eamont Bridge, die nun Vorstädte von Penrith sind.
Der Bezirk ist in vier folgende Wahlkreise unterteilt: Nord, Süd, Ost und West, deren Grenzen bis in die 1990er Jahre Grundlage der örtlichen politischen Entscheidungen war. Von 1906 an hatte der Rat seinen Sitz in der Stadthalle von Penrith, die ursprünglich zwei Häuser waren und mutmaßlich von Robert Adam entworfen wurden. In den 1920er Jahren kam der Rat in den Besitz des Penrith Castle, dessen Parkanlage in eine öffentliche umgewandelt wurde und das Castle Hill- bzw. Tyne Close Housing Estate daneben baute. Weitere Vorkriegsrathäuser wurden in Fair Hill und in Castletown gebaut und nach dem Zweiten Weltkrieg in Scaws, Townhead und Pategill gebaut. Der Bezirk wird von drei Seiten her durch den Penrith Rural District umgeben, an der vierten Seite grenzt es an Westmorland und wird durch den Fluss Eamont gekennzeichnet.

## Nachtleben
Als kleine Stadt, die von Landwirtschaft und dem damit verbundenen Handel lebt, ist das Nachtleben nicht besonders ausgeprägt. Wie andere Städte in der Gegend ähnlicher Größe stellt Hallen als Grundlage sozialer Unterhaltung zur Verfügung. Penrith war in vergangenen Zeiten für unzählige Pubs in der Stadt bekannt, als es in der Stadt noch vier Bierbrauereien gab. Es gab damals wesentlich mehr Pubs als heute und der Trend der Pubsschließungen hält weiter an.
In Penrith sind auch Imbisse und Restaurants zu finden. Es gibt zwei alteingesessene italienische bzw. sardinische Restaurants in der Stadt. Penrith hat noch ein spanisches Restaurant, drei indische, ein mexikanisches und zwei chinesische Restaurants. Es gibt auch zahlreiche Pubs, die einheimisches Essen wie Cumberland Sausage und Lamb Henry anbieten. Dies bieten auch die Schnellimbisse und Fastfood-Restaurants einschließlich der indischen und chinesischen Restaurants an.
Amateurtheater und Musicals werden im Penrith Players Theatre, im Ullswater Community College und in der Queen Elizabeth Grammar School aufgeführt.

## Penrither Dialekt
Der Penrither Dialekt ist als Penrithianisch bekannt und ist eine Mischung aus dem cumbrischen Dialekt, das um Penrith und dem Bezirksgebiet des Edentals gesprochen wird.

## Medien
Die örtliche Zeitung Cumberland and Westmorland Herald erscheint jeden Samstag zum Verkauf. Abschnitte des Heralds werden im darauf folgenden Dienstag auf der Webseite aktualisiert. Der Herald ist unabhängig geblieben, wird aber von der CN Groups Printing Works in Carlisle gedruckt, wo auch die wöchentliche Cumberland News und die Abendzeitung News and Star gedruckt werden, die ebenfalls Nachrichten über Penrith anbieten. Eine Sonderausgabe des Heralds wird für das Gebiet Keswick gedruckt und ist als Lake District Herald bekannt.
Penrith liegt des Weiteren im ITV und BBC-Sendebereich. Zwei lokale Radiostationen in Carlisle senden im Bereich von Penrith. Es sind die BBC Radio Cumbria und die unabhängige Station CFM.

## Bildung und Erziehung
Penrith hat folgende schulische Einrichtungen:

### Grundschulen
- Brunswick Infants (ehemals County Infants)
- Beaconside C.E. Infants (ehemals Scaws Infants School)
- Beaconside C.E. Junior school
- North Lakes School (ehemals Wetheriggs Junior)[5]
- St Catherines römisch-katholisch Primary
- Hunter Hall, Primary (unabhängig)

### Sekundäre Schulen
- Ullswater Community College (ehemalige Ullswater High School)
- Queen Elizabeth Grammar School (QEGS) (selective)

### Weiter- und Höhere Bildung
- Die University of Central Lancashire hat einen Campus außerhalb der Stadt in Newton Rigg.
- Ullswater Community College hat ein großes Weiter- und Erwachsenenbildungszentrum

### Ehemaligen Schulen
- Girls National School (jetzt Hotel)
- Boys National School oder St Andrews School for Boys (abgerissen)
- National Infants School (jetzt Penrith Playgroup Kinderkrippe)
- Robinsons School (Kinder) (jetzt Stadtmuseum und Touristencenter)
- County Girls School (jetzt Teil der Brunswick Infants später umgezogen in die Wetheriggs Schule)
- County Boys School
- Tynefield Secondary Modern (ursprünglich gemischt später nur für Mädchen)
- Ullswater Secondary Modern (nur Jungen)
- Ullswater & Tynefield 1980 zur Ullswater High zusammengeführt.

## Einkaufen in Penrith
Als Kleinstadt lebt Penrith weniger vom Tourismushandel, sondern vielmehr aus einem Mix von allseits bekannten Ladenketten und vielen kleinen, örtlichen spezialisierten Einzelgeschäften. Wie bei anderen Städten ähnlicher Größe haben einige ihr Geschäft aufgegeben wie Banken, Wohnbaugesellschaften und Reisebüros.
Markttage sind Dienstag und Samstag. Am Dienstag gibt es einen kleinen freien Markt in Great Dockray und Cornmarket, der einmal im Monat mit dem Bauernmarkt auf dem Marktplatz zusammengelegt wird. Samstags findet am Auktion Handelszentrum entlang der M6 Ausfahrt 40 Cumbrias größter Markt im Freien statt. Ein kostenloser Buspendeldienst wird samstags zwischen dem Auktionshandelszentrum und dem Stadtzentrum angeboten.
Die Haupteinkaufszonen sind in der Stadtmitte in Middlegate, Little Dockray, Devonshire Street/Market Square, Cornmarket, Angel Lane und die Devonshire Arcade und Angel Square-Fußgängerzone mit einigen Geschäften in Burrowgate, Brunswick Road, Great Dockray and King Street.

## Penrith New Squares
In der Vergangenheit herrschte einige Jahre lang kontroverse Entwürfe, die vorgeschlagen wurden um das Stadtzentrum im Süden Penriths bis zur Southend Road zu erweitern, das gegenwärtig als Park- und Sportplatz genutzt wird. Im ersten Stadium wurden diese Planungen mit der Erweiterung des Schwimmbades zu einem Modernen Freizeitzentrum zusammengelegt. Der andere Teil der Planungen wurde von der privaten Eigentumsgesellschaft Lowther Mannelli entworfen und beinhaltete den Bau eines neuen Sainsbury’s Supermarktes, neue Einkaufsstraßen und Parkhäuser. Aus dem Entwurf sind die Penrith New Squares entstanden. Der Name wurde gewählt, weil sich die neuen Geschäften um zwei Plätze gruppieren.
Die Innenstadterweiterung wurde im Juni 2013 eröffnet.

## Gebiete von Penrith

### Castletown
Castletown ist ein Gebiet westlich der Eisenbahnlinie und schließt das Industriegebiet Gilwilly vollständig und die Industriegebiete von Penrith und Myers teilweise mit ein. Das Gebiet – das ursprünglich gebaut wurde um Arbeiter der Eisenbahnlinie unterzubringen – besteht weitgehend aus Reihenhäusern, die Ende des 19. und Anfang des 20. Jahrhunderts entstanden. In den letzten Jahren entstanden aber auch sprunghaft moderne Gebäude wie Greystoke Park, Castletown Drive und Castle Park.
Es gibt nur den PubThe Castle Inn als einzigen in diesem Vorort. Er war in den vergangenen Jahren eine Postzweigstelle. Das Geschäft Coop und andere Geschäfte haben für immer geschlossen. Bis in die 1970er hatte Castleton seine eigene Kirche. Es war St. Saviours in der Brougham Street, die als Kapelle Penriths Kirchengemeinde St. Andrew für einfache Feiern diente.
Der Vorort hat ein Gemeindezentrum im Freizeitpark bei Gilwilly und feierte jährlich mit einem Umzug durch Penrith und mit einem Galaabend. Inmitten des 20. Jahrhunderts wurden einmal im The Castle Pub Wahlen zum Bürgermeister von Castletown abgehalten. Zwischen den Bezirken Castletown und Townhead herrschen seit langem Rivalitäten.

### Townhead
Townhead ist der allgemein Name für das nördliche Stadtgebiet, die den Bezirk Fair Hill und den Voreda Park beinhalten. Das Hauptgebiet ist beiderseits der A6 gebaut und steigt in Richtung Carlisle den Berg an. Die Straße wurde auch Stricklandgate oder Scotland Road genannt, aber ältere Karten aus dem mittleren 19. Jahrhundert bezeichnete sie als Town Head. Town Head war einer der acht Stadtteilen oder Stadtbezirken, bis die ehemalige Gemeinde Penrith in die anderen Bereiche Middlegate, Burrowgate, Sandgate, Dockray, Netherend, Plumpton Head und Carleton aufgeteilt wurde. Es gibt folgende verschiedene kleine Einzelhandelsläden: einen Fischgeschäft, ein Indisches Restaurant, zwei Tankstellen, eine Nebenpostamt und ein Pub namens The Grey Bull.

### New Streets
Die „New Streets“ ist der Name für ein Gebiet zwischen Townhead und Scaws auf der Seite des Beacon Fell, das aus einigen abschüssigen Straßen und Reihenhäuser besteht, die meistens freistehend im späten 19. Jahrhundert bergaufwärts gebaut wurden. Die Straßen sind von Norden nach Süden Graham Street, Wordsworth Street, Lowther Street und Arthur Street. Der Begriff von New Streets wird manchmal auch erweitert Fell Lane (das gegenwärtig die ehemalige Oststraße ist und von der Stadt Penrith nach Langwathby führt) und Croft Avenue und Croft Terrace (aus dem Jahre 1930 stammend) miteinzuschließen. Die späte Bauzeit der letztgenannten Straßen schließen sie jedoch eigentlich aus dem Begriff aus. Am Fuß der Straßen liegt Drovers Lane, das entlang der gesamten Strecke in Wordsworth Terrace, Lowther Terrace, Bath Terrace, Arthur Terrace, Lonsdale Terrace und letztendlich in Meeting House Lane aufgeteilt ist. Entlang der oberen Ende der Straßen liegt beacon Edge mit einer großartigen Aussicht auf die Stadt und in Richtung des Seenbezirkes. Bis zur Wende des 20. Jahrhunderts war Beacon Edge noch als Beacon Road bekannt. Einige der Straßen, die bergaufwärts des Beacon Fell führen, verbinden Straßen wie Beacon Street mit den Häuseransiedlungen, die in den Lücken gebaut wurden, die zwischen den Straßen entstanden. Die Höhenseite ist auch als Beerdigungsplatz für die zahlreichen Opfer der Seuchen bekannt, die Penrith in den Jahrhunderten immer wieder niederstreckten. Es gibt auch Gebiete, die den ehemaligen Platz in ihren landwirtschaftlichen Namen aufnahmen. Das jetzt vom Wald umschlossene Gebiet auf Felly Lane ist noch immer als the Pinfold bekannt und wurde benutzt, umherstreunende Haustiere aufzubewahren, bis ihre Besitzer gegen ein Strafgeld sie wieder freibekamen. Ein Weg, der aus Beacon Edge führt, ist noch als Intack Lane bekannt (was ein Weg zu einem Baueracker bedeutet). Die meisten Äcker, die mit ‚intack‘ enden, waren früher auch Gottesacker, sprich Friedhöfe in Penrith.

### Scaws
Der Scaws Gutshof war das erste Gebäude, das der Penrith Urban District Council unmittelbar nach dem Zweiten Weltkrieg auf dem Land baute, das zuletzt als The Flatt Field bekannt war und auch aus Teilen des Lowther-Gutshöfen gebildet wurde. Der Scaws-Bauernhof ist jetzt als Coldspring Farm bekannt. Der Name wurde geändert, weil ein Mord auf dem Bauernhof passierte. In den letzten Jahren wurden einige Privathäuser auf den höhergelegenen Teilen der Ländereien gebaut. Kindergarten und Grundschule findet man im Zentrum des Gutshofes, der eine Zeit lang drei kleine Läden und einen Waschsalon hatte.

### Carleton
Carleton Village selbst ist eine schmale Reihe von Häusern auf einer Seite der A686, die zum Teil die Grenze des Neubaugebietes der Stadt bildeten. An der Kreuzung von A686 und Carleton Road steht ein Gebäude, das bis 2004 noch als The Cross Keys Inn bekannt war.
Auf der anderen Seite der Straße und westlich der Carleton Road ist die große Wohnsiedlung High Carleton, die Anfang der 1960er Jahre entstand und noch weiter wächst. Die Siedlung ist unterteilt in das Gebiet Frenchfield Way/Gardens, dem ursprünglichen Gebiet von High Carleton, Carleton Park bzw. Parklands, Carleton Meadows und Carleton Heights. Die meisten Straßen in diesem Gebiet sind nach Bäumen oder Pflanzen benannt wie Oak Road, Sycamore Drive, Juniper Way. Ein kleiner Bach fließt durch die Siedlung. Die Oal Road verbindet Carleton mit Meadow Croft und Scaws. Westlich von High Carleton liegt Winters Park, wo der Fußballclub von Penrith Rugby Union seine Trainingsflächen hat und wo Carleton Hall seine Kleingartensiedlung hat. Carleton Hall ist das Hauptquartier der Cumbria Polizeitruppe.
In Frenchfield im Süden von Carleton Village Richtung Brougham Castle befindet sich die private Hunter Hall Vorbereitungsschule und die neuen bezirlksratseigenen Sportflächen.

### Pategill
An Carleton grenzt die Pategill Siedlung, die als Ratssiedlung in den 1960er Jahren gebaut wurde. Die meisten Häuser gehören Wohnbaugesellschaften. Zwei Straßen in der Siedlung mit den Namen Prince Charles Close und Jubilee Close wurden von Prinz Charles 1977 eingeweiht. Das Zentrum der Siedlung ist nur zu Fuß erreichbar und hat einen kleinen Gemischtwarenladen.

### Wetheriggs
Die Gebiete Wetheriggs, Skirsgill und Castle Hill oder Tyne Close waren die ersten in den 1920er Jahren geplanten Siedlungen des Urban District Council. Das Bauland war früher als Scumshaw bekannt und die ersten privaten Häuser entstanden noch vor dem Zweiten Weltkrieg an der Holme Riggs Avenue und des Skirsgill Gardens. Weitere Siedlungshäuser kamen erst ab 1960ern und 1970er Jahren hinzu, als dass das Land zwischen der Wetheriggs Lane und Ullswater Road weiter bebaut wurde. In den späten 1980er Jahren wurde erst die Clifford Road erweitert, bevor die beiden Straßen Wetheriggs Lane und Ullswater Road miteinander verbunden wurden und die Entwicklung von Skirsgill abschlossen.
Innerhalb des Gebietes gibt es drei Schulen:
- Ullswater Community College,
- North Lakes Junior und
- QEGS.

Früher gab es ein Geschäft an der Kreuzung zwischen Huntley Avenue and Clifford Road neben der North Lakes School.

## Lokale Behördenabteilungen
Es gibt sechs Wahlbezirke in Penrith für die Wahlen der Räte im Eden Bezirksrat:
- Penrith West: Castletown, Teile der Stadtmitte und von Townhead.
- Penrith North: Teile der Stadtmitte, New Streets, große Teile von Townhead und die außerhalb liegende Siedlungen Roundthorn, Bowscar und Plumpton Head.
- Penrith South: Wetheriggs, Castle Hill, ein kleiner Teil der Stadtmitte, Teile von Eamont Bridge und Teile des Gebietes Bridge Lane/Victoria Road.
- Penrith East: Teile der Stadtmitte, Scaws, Carleton Park und Barco
- Penrith Carleton (ehemaliger Teil von Penrith East): Carleton Village, High Carleton, Carleton Heights, Carleton Hall Gardens
- Penrith Pategill (ebenfalls ehemaliger Teil von Penrith East): Pategill, Carleton Drive/Place, Tynefield Drive/Court und Teile von Eamont Bridge.

## Sport
Penrith ist die Heimat der Penrith Rugby Union Football Club. Penrith RUFC spielt momentan in der Powergen North League 1. Heimspiele werden im Winters Park in Penrith ausgetragen.